# Grilo (quilombo)
Grilo é uma comunidade quilombola localizada no estado da Paraíba, no Brasil. No quilombo localizado no município de Riachão do Bacamarte, foram contabilizadas 110 famílias, segundo censo realizado em 2021 pelo Instituto Nacional de Colonização e Reforma Agrária (INCRA) em 2006 eram 71 famílias.

## História
O processo de titularização da área teve início em 2006 com a publicação de portaria emitida pela Fundação Cultural Palmares no Diário Oficial da União.
O nome da comunidade é originária no ponto de coleta de água existente no local conhecido como Cacimba do Grilo.

## Teses acadêmicas
- De quilombos a quilombolas: as identidades étnicas na Comunidade Quilombola do Grilo – PB , NEVES, Laís de Oliveira. Universidade Estadual da Paraíba, Campina Grande, 2020.
- Narrativa visual: terra, trabalho e memória na construção da identidade étnica da comunidade quilombola Grilo, LIMA, Rosilene Cassiano Silva Alves de. Centro de Humanidades, Universidade Federal de Campina Grande – PB, 2020.
- Nas trilhas da ancestralidade e na força da cor: protagonismo social de mulheres da comunidade quilombola do Grilo-PB na luta pelo direito social à terra, SILVA, A. F. Dissertação, Universidade Estadual da Paraíba, Campina Grande-PB, 2017.
- Território e memória: a construção da territorialidade étnica da Comunidade Quilombola Grilo, Paraíba , MARACAJÁ, Maria Salomé Lopes. Universidade Federal da Paraíba, João Pessoa, 2013.
- As mulheres quilombolas na Paraíba: terra, trabalho e território, MONTEIRO, Karoline dos Santos. Universidade Federal da Paraíba, João Pessoa, 2013.
- Tradição e modernidade: os moradores da comunidade do Grilo como protagonista social, BARROS, Rejane da Silva. Universidade Estadual da Paraíba, 2012.